# Прогресс МС-13
Прогресс МС-13 (№ 443, по классификации НАСА Progress 74 или 74P) — космический транспортный грузовой корабль (ТГК) серии «Прогресс», который был запущен к МКС 6 декабря 2019 года в 09:34 UTC со стартового комплекса площадки № 31 космодрома Байконур и успешно выведен на околоземную орбиту.

## Стыковка с МКС
9 декабря 2019 года в 10:35 UTC грузовой корабль «Прогресс МС-13» в штатном режиме пристыковался к стыковочному отсеку «Пирс» российского сегмента МКС.

## Груз
Корабль доставил на станцию запасы топлива и газов общей массой 700 кг, а также 1 350 кг различного оборудования и грузов, включая ресурсную аппаратуру бортовых систем управления и жизнеобеспечения, приборы для проведения научно-исследовательских экспериментов, санитарно-гигиенические материалы и средства медицинского контроля, 420 литров воды в баках системы «Родник» и стандартные рационы питания. В частности, корабль доставил уникальную научную аппаратуру — прибор для эксперимента «Терминатор» (отработка методов регистрации из космоса атмосферных гравитационных волн, а также слоистых образований в верхней мезосфере и нижней термосфере Земли на границе света и тени в видимом и ближнем инфракрасном диапазонах), прибор СОВА (система ориентации видеоспектрометрической аппаратуры для съемки поверхности Земли с борта станции) и управляющий компьютер для российско-немецкого эксперимента ICARUS (изучение миграции животных). Кроме того, экипаж получил новое полотно беговой дорожки БД-2, предназначенной для сохранения физической формы экипажа в условиях невесомости.

## Завершение миссии
После расстыковки от МКС, планирующейся в июле 2020 года, корабль участвовал в эксперименте по высокодетальной съёмке поверхности планеты в рамках эксперимента «Изгиб». Для этого корабль спустился на высоту 120—130 километров, и от него на длинном кевларовом тросе с оптоволокном будет спущен научный контейнер для контактного изучения атмосферы.